# Théorie de Fourier
En analyse, la théorie de Fourier regroupe un ensemble de méthodes relevant de l'application de la théorie des espaces de Hilbert séparables à l'analyse fonctionnelle d'espaces L2. De manière informelle, elles visent à mettre en place des transformations permettant de ramener la dérivation à des calculs sur des polynômes. On distingue habituellement :
- les séries de Fourier : il s'agit d'encoder les fonctions (par exemple réelles) d'une variable réelle périodiques et de carré intégrable par des suites de réels de carré sommable. Cet encodage est lié à la densité des polynômes trigonométriques. Les physiciens parlent de théorie de Fourier discrète ;
- la transformée de Fourier : il s'agit d'une transformation sur les fonctions d'une variable réelle et intégrable ou de carré intégrable. Les physiciens parlent de théorie de Fourier continue ;
- la théorie de Fourier pour les groupes finis ;
- la théorie de Fourier pour les groupes topologiques localement compacts.